# Actuador piezoeléctrico lineal

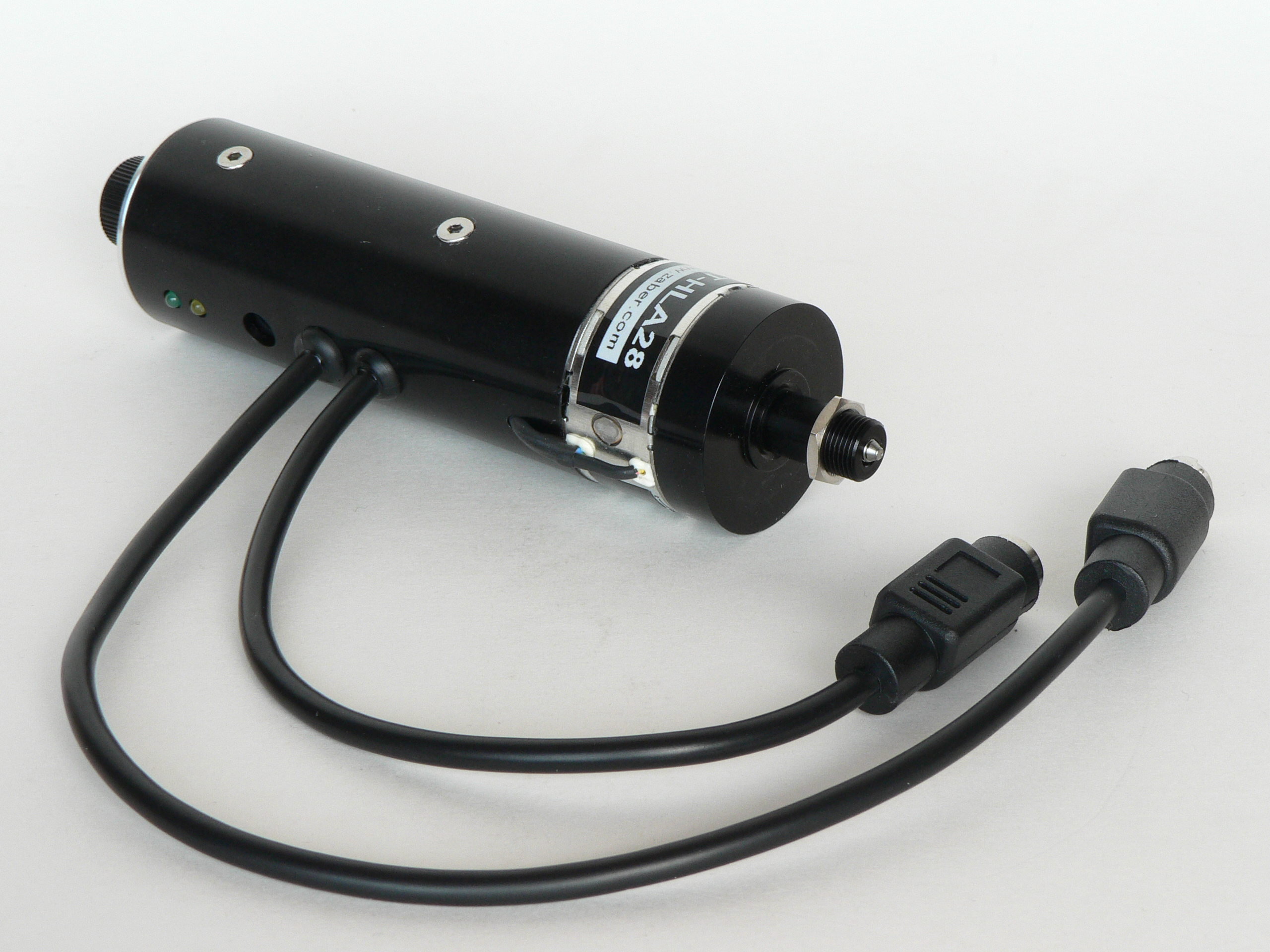
Un actuador piezoeléctrico lineal

En ingeniería, un actuador piezoeléctrico lineal es un mecanismo actuador lineal con materiales piezoeléctricos cuya función es la de motorizar etapas y montajes de posicionamiento fino para aplicaciones que requieren una precisión excepcional, etapas y pasos pequeños en secuencias y estabilidad de instalación.
Los actuadores piezo lineales están disponibles en versiones no magnéticas, de vacío y de vacío ultraalto. Los actuadores no magnéticos, de vacío ultra alto con cables de Kapton se pueden usar en aplicaciones de alta radiación, así como para aplicaciones de VUV / EUV. También se usan en sistemas ópticos o mecánicos.
Entre sus aplicaciones se incluyen el control de precisión de los soportes de muestra dentro de cámaras de frío o de vacío, el ajuste manual de los montajes de espejo difíciles de alcanzar, o los ajustes de montajes ópticos que son sensibles a las fuerzas aplicadas mientras se gira un botón.

## Funcionamiento
Los actuadores piezoeléctricos lineales se basan en la diferencia básica entre la fricción dinámica y estática. El actuador Picomotor utiliza el principio con una mordaza roscada, similar a dos mitades de una tuerca dividida, sujeta alrededor de un tornillo de precisión. Una mordaza está conectada a un extremo de un transductor piezoeléctrico, y la otra mordaza está conectada al otro extremo del transductor. Una señal eléctrica lenta aplicada al piezo cambia lentamente la longitud, haciendo que las dos mandíbulas se deslicen en direcciones opuestas. Este movimiento de deslizamiento lento hace que el tornillo gire (fricción estática). Al final del movimiento del transductor, una rápida señal eléctrica devuelve rápidamente las mandíbulas a sus posiciones iniciales. Debido a la inercia del tornillo y la baja fricción dinámica, permanece inmóvil, manteniendo su posición. Simplemente invirtiendo el orden de las señales rápidas y lentas invierte la dirección de rotación.
El actuador se mueve cuando se aplica voltaje al piezo, cambiando su longitud, y a su vez moviendo las mordazas que giran el tornillo. Cuando no se aplica potencia, el actuador no se mueve. Entonces la configuración se mantendrá, incluso cuando apague el sistema.